# Torre de las Doncellas
Torre de las Doncellas es una película documental brasileña de 2018, con una duración de 97 minutos y dirigida por la realizadora Susanna Lira, que la definió como un llamamiento a la resistencia.

## Sinopsis
Torre de las Doncellas debate y denuncia las experiencias crueles y brutales a que las mujeres prisioneras fueron sometidas durante el periodo de la Dictadura Militar en Brasil (1964-1985), a través de los relatos de diversas mujeres perseguidas y presas, de las cuales se destaca la expresidenta brasileña Dilma Rousseff. En esta película, las mujeres ex-presas políticas relatan su día a día, de la limpieza de las celdas a la importancia de la lectura para mantener la esperanza, las torturas de que fueron víctimas y de como fueron capturadas por su lucha por la democracia. La película Torre de las Doncellas volvió a crear, a partir de las memorias de las ex-reclusas, un escenario semejante al presidio. El Presidio Tiradentes, donde se encontraba la Torre de las Doncellas, una parte del presidio para mujeres fue demolido en 1972.
Torre de las Doncellas se estrenó el 25 de septiembre de 2019, en el Cine Metrópolis, en la Ufes y contó con la presencia de Dilma Rousseff. Tras el estreno en los cines tuvo un estreno televisivo, el 22 de abril de 2020, en el Canal Brasil.

## Trama
El documental revisita la historia de mujeres que sufrieron torturas y lucharon contra la Dictadura militar en Brasil habiendo sido encarceladas en la llamada Torre de las Doncellas, nombre dado al conjunto de celdas femeninas en el Presidio Tiradentes de São Paulo, demolido en 1972.
La directora Susanna Lira se interesó por esta prisión específica porque de ella habían salido mujeres potentes, importantes para la historia de Brasil.
A partir de dibujos hechos por cada una de las entrevistadas en un cuadro, se crea un campo de subjetividad al reconstruir una torre escénica, inspirada en Dogville (2003), de Lars Von Trier. Otras referencias cinematográficas para la construcción audiovisual fueron César debe morir (2012), de los Hermanos Taviani, y La imagen que falta (2013), documental histórico de Rithy Panh sobre la dictadura en Camboya.
La cineasta pidió a las entrevistadas que diseñaran, en consonancia con la propia memoria, como eran los pasillos y celdas que las abrigaron en la década de 1970. A partir de los recuerdos, la película volvió a crear un escenario similar al presidio, con rejas, camas, cuartos de baño y pasillos inspirados en los dibujos de quienes allí vivieron. Las ex-presidiarias comentan las torturas sufridas, cuentan como fueron capturadas por su militancia democrática, detallan el día a día, desde la limpieza de las celdas hasta la importancia de la lectura para alimentar la esperanza y el breve respiro que suponía cada visita de un familiar.
La instalación escénica donde fueron hechas las filmaciones, que reconstituyen el espacio carcelario, se generó con un destacado trabajo de la dirección de arte de Glauce Queiroz.
El documento fílmico se centra en la solidaridad y la integración entre las presas, que se unen en una especie de familia, características evidentes en los testimonios de las participantes.
Las participantes de Torre de las Doncellas, algunas de ellas ya fallecidas, son: Rose Nogueira, Elza Lobo, Dilma Rousseff, Dulce Maia, Nair Benedicto, Leslie Beloque, Eva Teresa Skazufka, Robêni Baptista de la Costa, Guida Amaral, Marlene Soccas, Maria Luiza Belloque, Nair Yumiko Kobashi, Ieda Akselrud Seixas, Lenira Hacha, Ana Mércia, Ilda Martins de Silva, Iara Gloria Arenas Prado, Ana Maria Aratangy, Darci Miyaki, Vilma Barban, Telinha Pimenta, Sirlene Bendazzoli, Nadja Leche, Leane Ferreira de Almeida, Maria Aparecida de Santos, Lucia Salvia Conejo y Janice Theodoro de Silva.

## Premios
- Premio Especial del Jurado en el Festival de Brasilia en 2018[10][11]
- Premio Mejor Documental en larga-metragem y Mejor Dirección de Documental en el Festival de cine de Río de Janeiro en 2018[4][12]
- Premio Mejor Documental en el 12 ATLANTIDOC en 2018[6][13][14]
- Premio Petrobrás de Cine en la Muestra Internacional de Cine de São Paulo en 2018[15]